# The Fame
„The Fame“ (от английски: „Славата“) е дебютният студиен албум на американската певица Лейди Гага. Издаден е на 19 август 2008 г. от лейбъла Interscope Records. След присъединяването си към Kon Live Distribution и Cherrytree Records през 2008 година, Гага започва работа по дебюта си с редица продуценти, най-вече RedOne, Мартин Киршенбаум и Роб Фусари. Албумът е електропоп, синтпоп, денс-поп проект с влияния от музиката на 1980-те. Текстовете загатват за любовта на певицата към славата и дискутират теми като секс, пари, наркотици и сексуална идентичност. Албумът е промотиран чрез турнето The Fame Ball Tour, както и няколко телевизионни появи. Преиздаден е като делукс версия под името „The Fame Monster“ на 18 ноември 2009 г.
Критиците реагират положително на проекта, като мнозина хвалят текстовете, музикалния усет на Лейди Гага, както и вокалните ѝ умения. Албумът се оказва тотален успех, като достига челната позиция в класациите на няколко държави, сред които Обединеното кралство, Канада, Германия, Ирландия, Полша и Швейцария. В САЩ, „The Fame“ успява да се изкачи до второ място в Billboard 200, а в чарта за денс и електронни албуми е на върха цели 110 седмици. Проектът е определен като петия най-продаван албум през 2009 година и достига 4,9 млн. продадени копия през януари 2019 г. Заедно с делукс преиздаването „The Fame Monster“, продажбите възлизат на 15 млн. копия, според данни от май 2019 г.
Първите два сингъла от албума, „Just Dance“ и „Poker Face“, са международен успех, като успяват да достигнат първата позиция в класациите на редица държави. Следващите сингли, „LoveGame“ и „Paparazzi“, също добиват популярност на световно ниво, нареждайки се в топ 10 на чартовете на десетки територии по света. Песента „Eh, Eh (Nothing Else I Can Say)“ получава малко внимание като сингъл, докато „Beautiful, Dirty, Rich“ е представена като промоционален сингъл.
„The Fame“ печели голям брой награди от издаването си. Номиниран е в пет категории за наградите „Грами“ през 2010 година, като е награден в две от тях. Печели и в категорията „Най-добър международен албум“ на Британските музикални награди през същата година. През 2013 година, списание Rolling Stone включва проекта в класацията на 100-те най-добри дебютни албуми за всички времена. Според данни от 2018 година, „The Fame“ е 12-ият най-успешен проект в класацията Billboard 200 в САЩ.

## Предистория и развитие
Лейди Гага представя дебютния си албум, докато все още доказва себе си като изпълнител и изнася концерти на клубната сцена в Ню Йорк.
„The Fame“ е за това как всеки може да се почувства известен. Поп културата е изкуство. Това да я мразиш не те прави готин; затова я приех и можете да го чуете в целия албум. Това е слава, която се споделя. Искам да поканя всички вас на това парти. Искам хората да се почувстват като част от този начин на живот.
Гага споделя, че работи върху албума в продължение на две години и половина и го завършва наполовина през първата седмица на м. януари 2008 г. Освен че пише текстове за албума, тя работи и върху мелодиите, заедно с продуцента RedOne.
Певицата споделя, че първата песен, „Just Dance“, е весела и сърдечна, насочена към хора, които преминават през трудности в живота си. „LoveGame“ е вдъхновена от нейна забивка в нощен клуб, към когото се е обърнала с легендарната фраза „Искам да се повозя на диско стика ти“. Песента е написана за четири минути и цялостно се базира именно на тази идея. Вдъхновение за „Paparazzi“ Гага черпи от своята жажда за слава и любов. Замислена като любовна песен, хитът говори за съблазнителния имидж на медиите и повдига въпроса, дали човек може да има едновременно и любов, и слава. „Poker Face“ напомня за бившите гаджета на Лейди Гага, които са си падали по хазарта, и споделя личните ѝ преживявания, свързани с бисексуалността – в частност, това, че си е фантазирала за жени, докато е била с мъже. „Boys Boys Boys“, според Гага, е женска версия на „Girls Girls Girls“ на рок бандата Мотли Крю. „Beautiful, Dirty, Rich“ разказва за времето на себеоткриване, в което Гага се е отдавала на наркотици и купони. В „Eh, Eh (Nothing Else I Can Say)“ става въпрос за раздяла с бившия и намирането на нов. Песента „Brown Eyes“ е вдъхновена от творчеството на британската група Куийн и, според Лейди Гага, е най-уязвимата творба в албума.
Певицата споделя, че най-важната част от съвременната поп музика, която липсва в индустрията, е съчетанието на музиката с визуални изображения от изпълнителя. Гага използва голяма доза театралност в изпълненията на песни от „The Fame“ на живо. С това тя се надява, че останалите ще обърнат внимание на драматизма, който тя се опитва да върне с албума и песните в него.

## Преиздаване
„The Fame Monster“ е преиздаденият вариант на „The Fame“, пуснат в продажба на 18 ноември 2009 г. Въпреки първоначалните планове версията да бъде пласирана на пазара единствено като делукс издание на дебютния албум на Гага, от Interscope Records по-късно решават да направят осемте нови песни достъпни и като самостоятелно EP издание в някои държави. Решението е породено и от убежденията на певицата, че преиздаването би могло да бъде твърде скъпо, както и концептуалните различия между албумите, които тя описва като „ин и ян“.
Делукс изданието на „The Fame Monster“ включва всички песни от „The Fame“, заедно с осем нови. Албумът изследва тъмната страна на славата, на която Лейди Гага е свидетел, докато пътува по света през 2008 и 2009 г., изразена чрез метафори за чудовища. Обложката е заснета от фотографа Хеди Слиман и представя Гага в готик образ, който тя е трябвало да убеди лейбъла си да ѝ позволи да представи. Проектът черпи вдъхновение от готик музиката и модни ревюта. Критиците дават положителна оценка на албума, като повечето от тях харесват песните „Bad Romance“, „Dance in the Dark“ и „Telephone“, която е дует с Бионсе. В някои държави, „The Fame Monster“ присъства в класациите като допълнение на „The Fame“, докато в други, като САЩ, Канада и Япония, е оценяван като отделен проект. Достига до топ 10 в голяма част от значимия музикален пазар. В подкрепа на албума, Лейди Гага представя турнето The Monster Ball Tour, което стартира на 27 ноември 2009 г. в Монреал, Канада и приключва на 6 май 2011 г. в Мексико Сити.

## Влияние
С представянето на „The Fame“, Лейди Гага успява да възроди електронната денс музика и отново я прави популярна за радио аудиторията. Според Джонатан Богарт от The Atlantic, "жанрът не влезе през задната врата, а директно през главния вход с издаването на „Just Dance“ на Гага през 2008 г." и „не му е трябвало много време, за да набере популярност“. Според други професионалисти в индустрията, много успехи на изпълнители като Дейвид Гета и Блек Айд Пийс не биха били възможни, ако „The Fame“ не им беше проправил път в бизнеса.

## Списък с песните

### Оригинален траклист
1. „Just Dance“ (с Колби О'Донис) – 4:02
2. „LoveGame“ – 3:36
3. „Paparazzi“ – 3:28
4. „Poker Face“ – 3:57
5. „Eh, Eh (Nothing Else I Can Say)“ – 2:55
6. „Beautiful, Dirty, Rich“ – 2:52
7. „The Fame“ – 3:42
8. „Money Honey“ – 2:50
9. „Starstruck“ (със Спейс Каубой и Фло Райда) – 3:37
10. „Boys Boys Boys“ – 3:20
11. „Paper Gangsta“ – 4:23
12. „Brown Eyes“ – 4:03
13. „I Like It Rough“ – 3:22
14. „Summerboy“ – 4:13

### Дигитално и стрийминг издание
1. „Disco Heaven“ – 3:41

### Канадско издание
1. „Beautiful, Dirty, Rich“ – 2:53
2. „Eh, Eh (Nothing Else I Can Say)“ – 2:57
3. „Poker Face“ – 3:58
4. „The Fame“ – 3:43
5. „Money Honey“ – 3:06
6. „Again Again“ – 3:05
7. „Boys Boys Boys“ – 3:22
8. „Brown Eyes“ – 4:05
9. „Summerboy“ – 4:14

### Канадско дигитално и стрийминг и австралийско издание
1. „I Like It Rough“ – 3:22

### Британско и ирландско издание
1. „I Like It Rough“ – 3:24
2. „Eh, Eh (Nothing Else I Can Say)“ – 2:57
3. „Starstruck“ (със Спейс Каубой и Фло Райда) – 3:39
4. „Beautiful, Dirty, Rich“ – 2:53
5. „The Fame“ – 3:43
6. „Money Honey“ – 2:52
7. „Boys Boys Boys“ – 3:22
8. „Paper Gangsta“ – 4:25
9. „Brown Eyes“ – 4:05
10. „Summerboy“ – 4:14
11. „Disco Heaven“ – 3:41
12. „Again Again“ – 3:05

### Японско издание
1. „Retro Dance Freak“ – 3:23

### Saturn делукс издание
1. „Poker Face“ (пиано и гласова версия) – 3:38
2. „Just Dance“ (с Колби О'Донис) (Stripped Down версия) – 2:05
3. „Eh, Eh (Nothing Else I Can Say)“ (Electric Piano and Human Beat Box версия) – 3:03
4. „Again Again“ – 3:05

### Японско делукс издание (DVD)
1. „Just Dance“ (видеоклип) – 4:06
2. „Poker Face“ (видеоклип) – 3:35
3. „Eh, Eh (Nothing Else I Can Say)“ (видеоклип) – 2:56
4. „LoveGame“ (видеоклип) – 3:37
5. „Paparazzi“ (видеоклип) – 7:37

### USB издание
1. „Just Dance“ (с Колби О'Донис) – 4:02
2. „LoveGame“ – 3:39
3. „Paparazzi“ – 3:30
4. „Poker Face“ – 3:59
5. „I Like It Rough“ – 3:24
6. „Eh, Eh (Nothing Else I Can Say)“ – 2:57
7. „Starstruck“ (със Спейс Каубой и Фло Райда) – 3:39
8. „Beautiful, Dirty, Rich“ – 2:53
9. „The Fame“ – 3:43
10. „Money Honey“ – 2:52
11. „Boys Boys Boys“ – 3:22
12. „Paper Gangsta“ – 4:25
13. „Brown Eyes“ – 4:05
14. „Summerboy“ – 4:14
15. „Disco Heaven“ – 3:41
16. „Again Again“ – 3:05
17. „Poker Face“ (пиано и гласова версия, на живо от The Cherrytree House) – 3:38
18. „Eh, Eh (Nothing Else I Can Say)“ (Pet Shop Boys Extended Remix) – 6:30
19. „Just Dance“ (с Колби О'Донис) (Space Cowboy Remix) – 5:04
20. „LoveGame“ (Robots to Mars Remix)	– 3:12
21. „Paparazzi“ (Stuart Price Remix радио редактиран)	– 3:19
22. „The Fame“ (Glam as You Remix) – 3:57
23. „Christmas Tree“ (със Спейс Каубой) – 2:22
24. „Retro Dance Freak“ – 3:22
25. „Just Dance“ (видеоклип) – 4:08
26. „Poker Face“ (видеоклип) – 3:39
27. „LoveGame“ (видеоклип) – 3:43
28. „Eh, Eh (Nothing Else I Can Say)“ (видеоклип) – 3:02

### 10-годишно USB издание
1. „Just Dance“ (с Колби О'Донис) – 4:02
2. „LoveGame“ – 3:39
3. „Paparazzi“ – 3:30
4. „Poker Face“ – 3:59
5. „I Like It Rough“ – 3:24
6. „Eh, Eh (Nothing Else I Can Say)“ – 2:57
7. „Starstruck“ (със Спейс Каубой и Фло Райда) – 3:39
8. „Beautiful, Dirty, Rich“ – 2:53
9. „The Fame“ – 3:43
10. „Money Honey“ – 2:52
11. „Boys Boys Boys“ – 3:22
12. „Paper Gangsta“ – 4:25
13. „Brown Eyes“ – 4:05
14. „Summerboy“ – 4:14
15. „Disco Heaven“ – 3:41
16. „Again Again“ – 3:05
17. „Retro Dance Freak“ – 3:22
18. „Bad Romance“ – 4:54
19. „Alejandro“ – 4:34
20. „Monster“ – 4:10
21. „Speechless“ – 4:31
22. „Dance in the Dark“ – 4:49
23. „Telephone“ (с Бионсе) – 3:41
24. „So Happy I Could Die“ – 3:55
25. „Teeth“ – 3:41
26. „Just Dance“ (видеоклип) – 4:08
27. „Poker Face“ (видеоклип) – 3:39
28. „LoveGame“ (видеоклип) – 3:43
29. „Eh, Eh (Nothing Else I Can Say)“ (видеоклип) – 3:02
30. „Beautiful, Dirty, Rich“ (видеоклип) – 2:48
31. „Bad Romance“ (видеоклип) – 5:08
32. „Alejandro“ (видеоклип) – 8:44
33. „Telephone (с Бионсе)“ (видеоклип) – 9:31

## Издаване
| Държава              | Дата                | Формат                                                | Издател                                      |
| -------------------- | ------------------- | ----------------------------------------------------- | -------------------------------------------- |
| Канада               | 19 август 2008 г.   | компактдиск, грамофонна плоча, дигитално сваляне      | Юнивърсъл Мюзик                              |
| Австралия            | 5 септември 2008 г. | компактдиск, дигитално сваляне (стандартно издание)   | Юнивърсъл Мюзик                              |
| Австралия            | 28 октомври 2008 г. | компактдиск, дигитално сваляне (международно издание) | Юнивърсъл Мюзик                              |
| САЩ                  | 28 октомври 2008 г. | компактдиск, грамофонна плоча, дигитално сваляне      | Streamline, Kon Live, Interscope, Cherrytree |
| Италия               | 31 октомври 2008 г. | компактдиск, дигитално сваляне (стандартно издание)   | Юнивърсъл Мюзик                              |
| Германия             | 2 декември 2008 г.  | компактдиск, дигитално сваляне                        | Юнивърсъл Мюзик                              |
| Обединеното кралство | 12 януари 2009 г.   | компактдиск, дигитално сваляне                        | Polydor                                      |
| Италия               | 30 януари 2009 г.   | компактдиск, дигитално сваляне (международно издание) | Юнивърсъл Мюзик                              |
| Аржентина            | 16 февруари 2009 г. | компактдиск                                           | Юнивърсъл Мюзик                              |
| Испания              | 24 февруари 2009 г. | компактдиск, дигитално сваляне                        | Юнивърсъл Мюзик                              |
| Бразилия             | 31 март 2009 г.     | компактдиск                                           | Юнивърсъл Мюзик                              |
| Китай                | 4 май 2009 г.       | компактдиск                                           | Юнивърсъл Мюзик                              |
| Япония               | 20 май 2009 г.      | компактдиск                                           | Юнивърсъл Мюзик                              |
| Япония               | 22 юли 2009 г.      | компактдиск, DVD                                      | Юнивърсъл Мюзик                              |
| САЩ                  | 14 декември 2018 г. | лимитирана USB флаш по случай 10-ата годишнина        | Streamline, Kon Live, Interscope, Cherrytree |